# Serviciu de ambulanță
Serviciile medicale de urgență(SME) cunoscute  în lume și sub numele de servicii de ambulanță sau servicii paramedicale, sunt servicii de urgență care asigură tratament pre-spitalicesc de urgență, stabilizare pentru boli grave, leziuni, transport pacient. Acestea pot fi cunoscuți ca echipă de prim ajutor, echipă FAST, , echipă de urgență, echipă de ambulanță , corp de ambulanță, echipă de salvare, sau cu inițiale EMAS sau EMARS.

## Scop
Serviciile medicale de urgență au scopul pentru a îndeplini principiile de bază ale primului ajutor, care sunt: menținerea vieții, prevenirea rănirilor ulterioare și promovarea recuperării.

## Serviciu de ambulanță în România
În România Serviciu de ambulanță județean, respectiv al municipiului București sunt unități sanitare publice de importanță strategică, cu personalitate juridică, aflate în coordonarea departamentului de specialitate din  Ministerul Sănătății și a Autorităților de sănătate publică județene, respectiv a municipiului București, având în structura lor un compartiment pentru asistență medicală de urgență și transport medical asistat, cu echipaje medicale de urgență, cu sau fără  medic, și un compartiment pentru consultații medicale de urgență la domiciliu și transport sanitar neasistat. Compartimentul pentru asistență medicală de urgență funcționează în regim de lucru continuu, în așteptarea solicitărilor de asistență medicală de urgență.

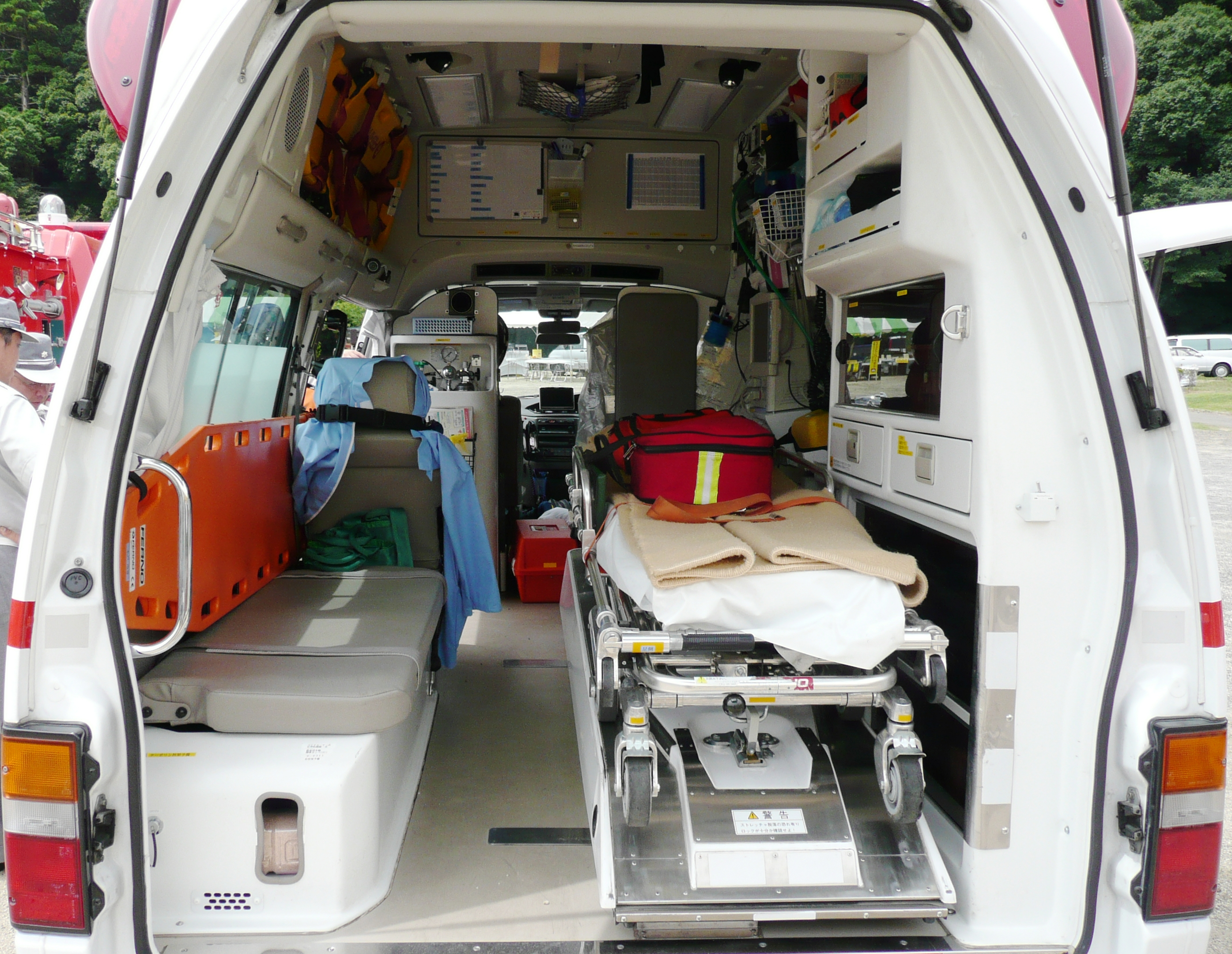
Interiorul unei ambulanţe

Asistența medicală publică de urgență
Asistența medicală publică de urgență în faza prespitalicească este asigurată de serviciile de ambulanță județene și de cel al municipiului București, precum și de echipajele integrate ale Serviciilor mobile de urgență, reanimare și descarcerare (SMURD), aflate în structura Inspectoratelor județene pentru situații de urgență, a autorităților publice locale și a spitalelor județene și regionale

## Galerie

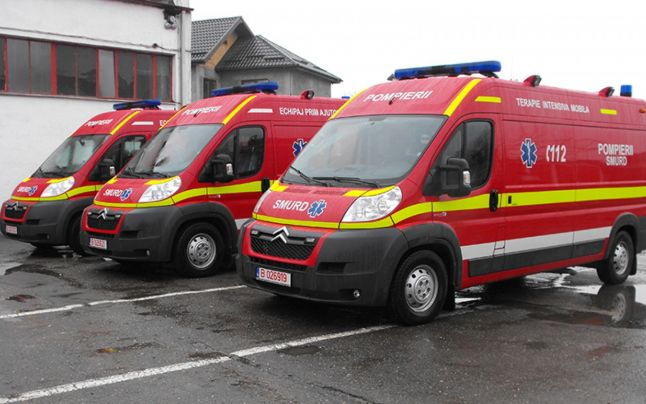
Ambulanțe ale pompierilor profesioniști(SMURD)
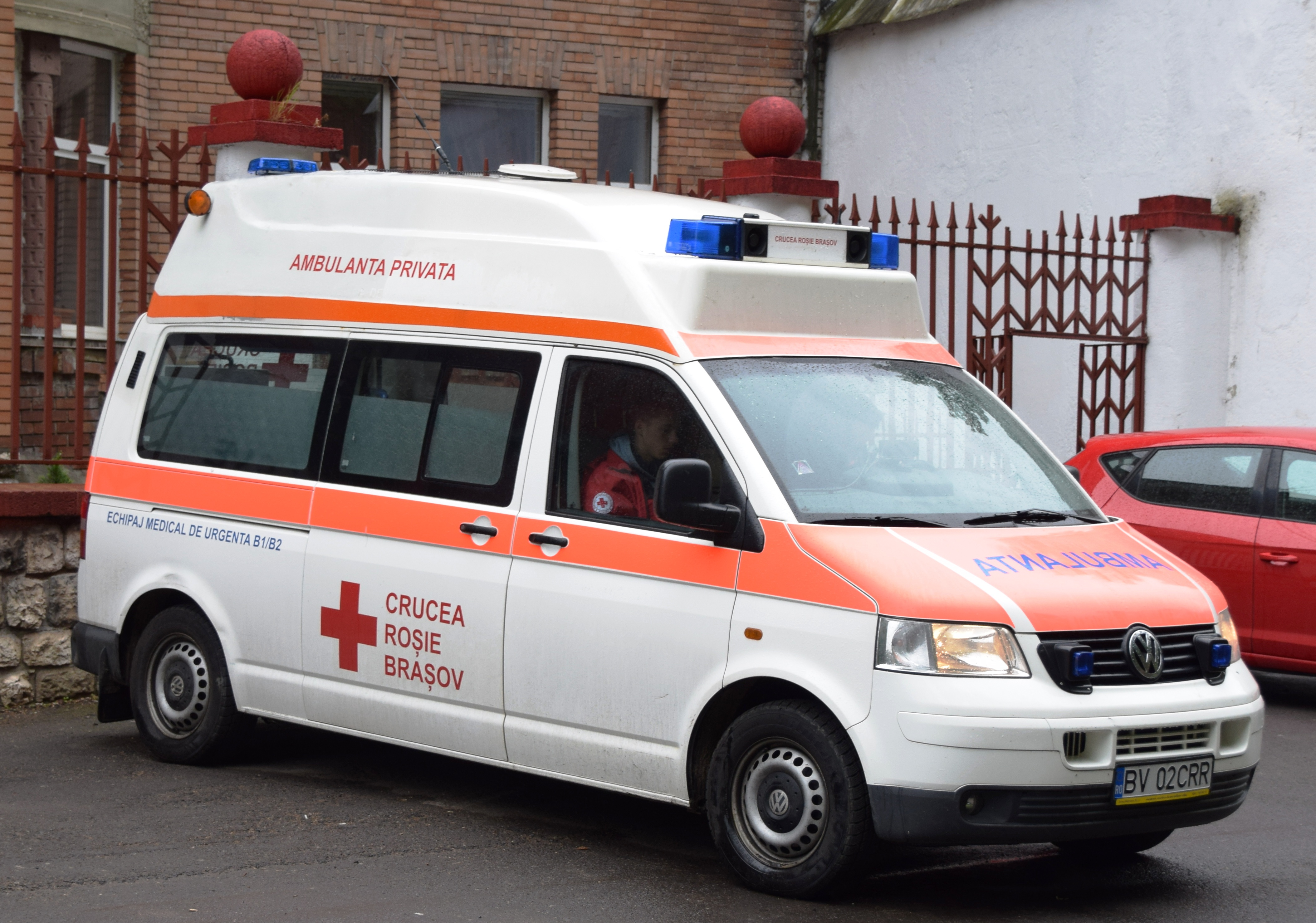
Ambulanță
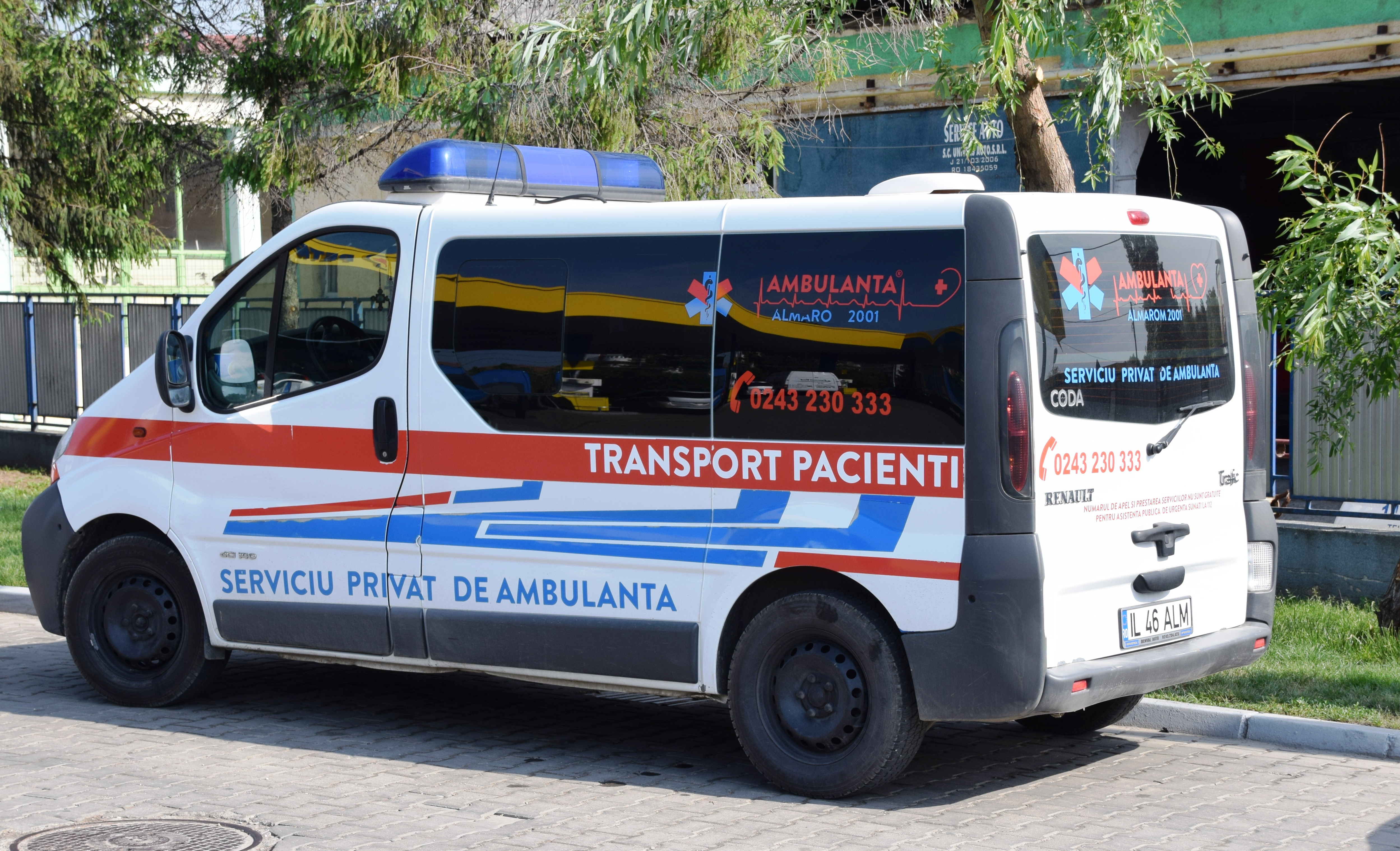
Ambulanță privată
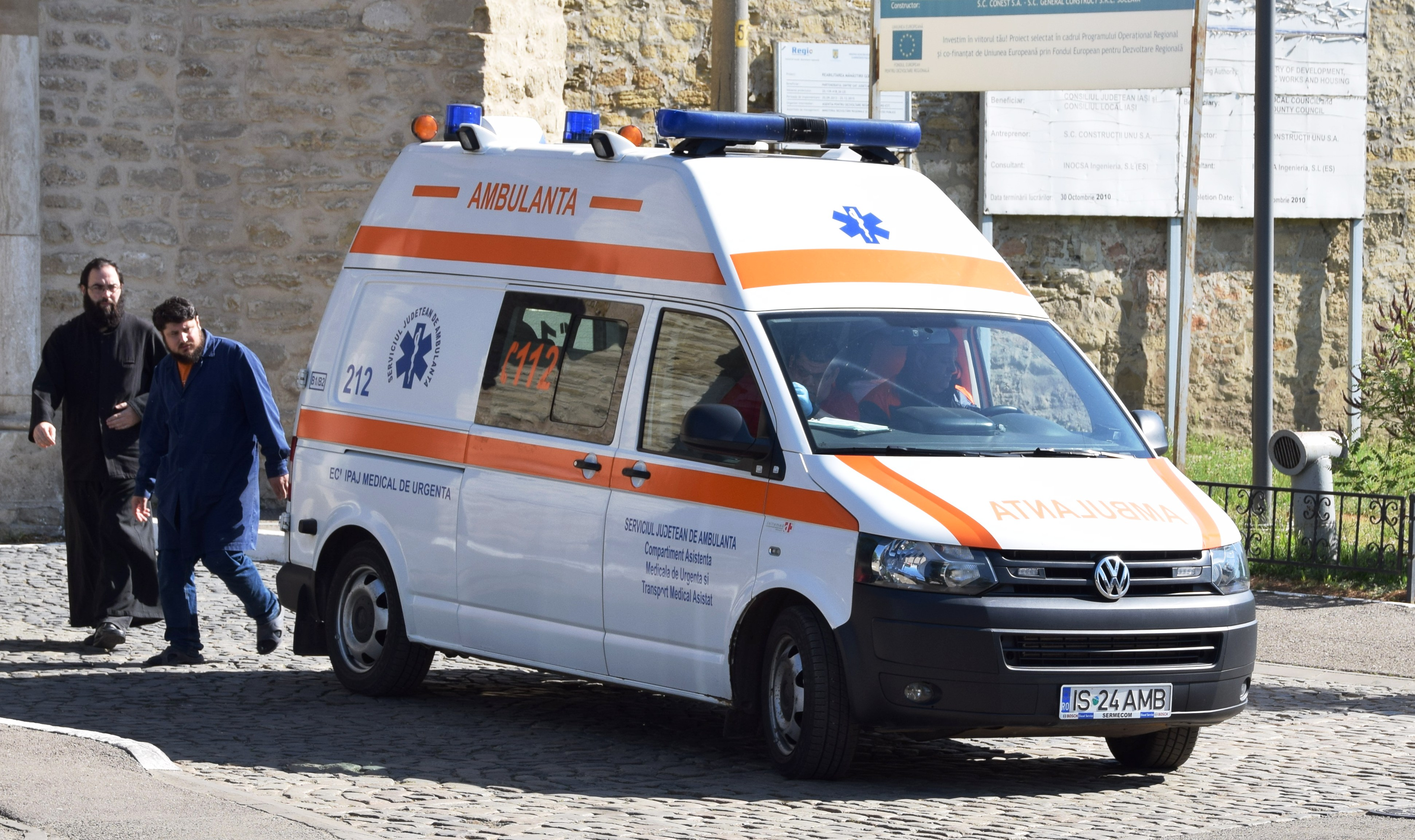
Ambulanță